# C'eravamo tanto odiati (film)
C'eravamo tanto odiati (The Ref, in alcuni stati Hostile hostages) è un film del 1994 diretto da Ted Demme.

## Trama
Alla vigilia di Natale, un ambizioso e ricercato ladro rapisce e tiene in ostaggio una coppia in crisi e iper-litigiosa. Sfiorando la crisi di nervi, dovrá sopportarli senza farsi scoprire, per poi fuggire.